# Central hidroeléctrica de Proaza
La Central hidroeléctrica de Proaza (denominada igualmente Salto de Proaza) es una central hidroeléctrica ubicada en Proaza (Principado de Asturias) en el margen izquierdo del río Trubia (garganta de Peñas Juntas). El edificio de hormigón que destaca es una obra encargada por Hidroeléctrica del Cantábrico que diseña el arquitecto español Joaquín Vaquero Palacios en 1964 que finalmente se inaugura en 1968. Se trata de un ejemplo de arquitectura brutalista. 
La toma de agua se encuentra en el embalse de Valdemurio (denominado también Embalse de Quirós), en el río Quirós, que se encuentra situado en el límite entre los concejos de Quirós y Proaza elevados a una cota de altitud de 333 metros, dispone de una presa de gravedad de 40 metros de altura y 160 metros de longitud en coronación y con dos compuertas de vertedero.